# Rébellion du Togoland de l'Ouest
La rébellion du Togoland de l'Ouest (en anglais : Western Togoland Rebellion) est une révolte séparatiste menée depuis septembre 2020 par une organisation nationaliste Ewe, le Front de restauration du Togoland de l'Ouest (FRTO) contre le gouvernement du Ghana. 

## Contexte
Pendant la Première Guerre mondiale, les Alliés ont conquis le protectorat allemand du Togoland et ont divisé le territoire en Togoland britannique (Togoland occidental) et Togo français (Togoland oriental). Le territoire du Togoland britannique avait été sous mandat de la Société des Nations, puis sous tutelle des Nations unies sous contrôle britannique.
En 1954, le gouvernement britannique a informé l'ONU qu'il ne serait pas en mesure d'administrer le territoire sous tutelle après 1957. En réponse, en décembre 1955, l'Assemblée générale des Nations unies a adopté une résolution conseillant au gouvernement britannique d'organiser un plébiscite sur l'avenir du Togoland britannique.
Le 9 mai 1956, ce référendum est organisé sous la supervision de l'ONU et offre deux alternatives à la population : l'union avec le futur Ghana ou le maintien en tant que territoire sous tutelle jusqu'à ce que le Togo français voisin ait décidé de son avenir. Une troisième option, l'indépendance, n'est pas mentionnée. Le groupe ethnique natif et dominant du Togoland britannique, le peuple Ewe, le Congrès du Togoland, basé sur les Ewe, a fait campagne contre et a préféré l'amalgamation avec le Togo français. Le résultat final aurait été de 58% en faveur de l'intégration, bien que dans la partie sud du territoire, 55% des électeurs aient voté pour la séparation de la Côte-de-l'Or et le maintien de la tutelle de l'ONU.
Malgré les inquiétudes quant à la légalité du référendum et les questions concernant les préoccupations de la Grande-Bretagne pour les peuples du Togoland occidental et leur volonté d'indépendance, l'unification avec le Ghana en tant que région administrative devient une réalité et, en 1956, le Togoland britannique est incorporé au Ghana. La majorité des habitants de l'ancien Togoland britannique sont des Ewes et parlent principalement le français et la langue Ewe.
En 1973, 120 chefs de la Chambre des chefs de la région de la Volta qui ont manifesté leur opposition à l'extension de la région orientale du Ghana dans la région de la Volta ont fait face à une violente répression par les forces militaires.
En 2017, 7 membres de la Fondation du Groupe d'étude de la Patrie ont été arrêtés pour avoir porté des T-shirts portant l'inscription " 9 mai 2017 est NOTRE JOURNEE Togoland occidental ", en référence à la date à laquelle l'organisation a tenté de déclarer son indépendance.
Le 5 mai 2019, 9 dirigeants du HSGF/FGEP qui réclamaient l'indépendance de certaines parties des régions de la Volta et du Nord ont été interpellés pour avoir planifié de déclarer certaines parties des régions de la Volta et du Nord comme un État indépendant.
Le 8 mai 2019, le Commandement de la police régionale de la Volta, en collaboration avec le 66e régiment d'artillerie, a arrêté 81 autres membres du HSGF/FGEP pour leur participation à la planification d'une manifestation contre l'arrestation de leurs dirigeants. 54 des suspects ont été arrêtés à bord d'un bus alors qu'ils entraient dans Ho en provenance d'Aflao. 17 ont été arrêtés dans la maison du chef du groupe, Charles Kormi Kudzordi, près de la caserne du 66e régiment d'artillerie, et 10 ont été arrêtés à d'autres points d'entrée dans la municipalité de Ho. Ils ont tous été libérés sous caution ou avec un avertissement.
Le 8 juillet 2019, Charles Kormi Kudzordzi a été transporté par avion à Accra, la capitale, pour y être jugé pour trahison, mais l'État a abandonné les charges avec 8 autres dirigeants.
Le 14 décembre 2019, WTRF/FRTO a affirmé qu'environ 2 000 militaires du Togoland occidental étaient passés par l'École militaire Gorilles.
Le 3 août 2020, 17 personnes vivant dans la région de l'Oti ont été poursuivies par les services de police du Ghana pour avoir parlé français (une des langues les plus parlées du Togoland occidental),,.
Le Front de restauration du Togoland occidental a déclaré la souveraineté du Togoland occidental le 1er septembre 2020. Après la déclaration, divers panneaux ont été érigés dans tout l'ancien Togoland britannique pour accueillir les gens dans le "Western Togoland".

## Déroulement

### 2020

#### Septembre
- 1er septembre : Le Front de restauration du Togoland de l'Ouest (FRTO) déclare la souveraineté du Togoland occidental.

- 25 septembre : Le FRTO prend le contrôle d'un dépôt d'armes et procède ensuite au blocage de plusieurs routes menant à la région de la Volta au Ghana. Les postes de police d'Aveyime et de Mepe ont également été attaqués, libérant des détenus et s'emparant des armes de la police, blessant par balle le commandant de la police divisionnaire, saisissant des véhicules de police au milieu de coups de feu. Les rebelles ont fait main basse sur au moins 15 AK47 et 4 fusils à pompe au poste de police d'Aveyime. Deux autres armes ont été prises au poste de police de Mepe. Ils ont également désarmé l'équipe de renfort, s'emparant de leurs armes, y compris le pistolet du commandant de la police[1],[8],[9].
 En réponse aux attaques sur les postes de police, une équipe conjointe militaire-policière, en collaboration avec d'autres agences de sécurité, s'est déployée dans les zones affectées et a réussi à appréhender 31 membres du FRTO. Des échanges de tirs entre le FRTO et les agences de sécurité ont conduit à la mort d'un membre du FRTO et à la blessure de trois autres[10].
 Selon des habitants de la ville de Juapong, des soldats auraient pris d'assaut une communauté où se trouvait l'un des barrages routiers. Ils ont fait des descentes dans les maisons et arrêté toute personne soupçonnée d'appartenir au groupe séparatiste et d'avoir participé au barrage routier. Les personnes arrêtées ont été battues et exhibées au bord de la route. Les habitants affirment qu'au moins deux personnes abattues par les soldats sont mortes, dont un vendeur de noix de coco identifié comme étant simplement Emmanuel. Trois  autres personnes ont été retrouvées mortes à Battor.

- 27 septembre : Après une réunion d'urgence de ses membres à Ho, la Chambre des chefs de la région de la Volta condamne la violence de la WTRF/FRTO du 25 septembre. Dans une déclaration signée par le vice-président de la Chambre, Togbe Tepre Hodo IV, les chefs demandent la résolution de certaines questions préoccupantes et pertinentes liées aux actions présumées des rebelles, qui, selon eux, sont importantes pour renforcer la paix. Par exemple, la déclaration cherche à savoir comment le groupe a réussi à installer des panneaux et des drapeaux sans que personne le remarque, jusqu'à ce que les panneaux ne soient vus que le matin, dans tous les cas passés. La déclaration a cherché à connaître l'identité des personnes arrêtées à la suite des événements du vendredi 25 septembre, au milieu des allégations selon lesquelles des passants innocents qui observaient ce qui se passait ont été arrêtés. Ils voulaient également connaître l'identité des deux personnes tuées à Juapong et des trois personnes tuées à Battor. La déclaration s'inquiète également de l'incapacité de la Sécurité nationale à obtenir des renseignements sur les activités du FRTO pour les empêcher ou arrêter les conspirateurs[11].

- 29 septembre : Des séparatistes ont attaqué un dépôt de bus appartenant à la State Transport Corporation dans la ville de Ho[12],[13]. La police a ensuite arrêté une trentaine de manifestants et un civil a été tué lors d'un échange de tirs entre les séparatistes et les forces gouvernementales[12]. Dans le but de nuire à la réputation de l'autre partie lors des prochaines élections, le secrétaire général du National Democratic Congress (NDC) a accusé le New Patriotic Party (NPP) d'être à l'origine des récentes attaques de la FRTO dans la région de la Volta[14]. En retour, Nana Obiri Boahen, secrétaire général adjoint du NPP, a déclaré que la majorité des membres de la FRTO appartenaient au NDC.

- 29 et 30 septembre : la police a arrêté cinq séparatistes du FRTO qui avaient attaqué les postes de police le 5 septembre avec plus de vingt autres séparatistes[15].

- 30 septembre : Le FGEP dément les allégations selon lesquelles il aurait attaqué le chantier de la société de transport d'État à Ho[16].

#### Octobre
- 2 octobre : Les forces de sécurité du Ghana ont arrêté 60 séparatistes qui seraient membres du FRTO[17]. En raison des attaques du FRTO, le gouvernement ghanéen a accordé l'autonomie à la ville d'Alavanyo[18].

- 4 octobre : La police a arrêté 17 séparatistes présumés du FRTO. 14 fusils AK-47, trois fusils à pompe, un pistolet, un fusil de chasse et d'autres armes ont également été récupérés[14].

- 6 octobre : Le leader du FGEP, Charles Kwame Kudzordzithe, condamne fermement la violence de toutes parts et rappelle les autorités ghanéennes pour des pourparlers de paix[19].

- 9 octobre : Des personnes loyales au FRTO ont tenté de bloquer plusieurs routes dans la région de la Volta et la région du Grand Accra[20]

- 10 octobre : Des agents de sécurité ont dégagé le sable placé sur la route par le FRTO pour éviter tout désagrément aux automobilistes[20].

- 13 octobre : Une vidéo partagée sur les médias sociaux affirme que les sécessionnistes du Togoland occidental entraînent 4 300 militaires pour prendre le contrôle de ce qu'ils prétendent être leur pays dès que possible. Selon le chef de leur aile militaire, leur aile militaire s'appelle les Dragons, et ils se sont entraînés dans un pays voisin, très probablement le Togo. Ils affirment également qu'ils ne sont pas des rebelles ou des militants. Ils ont également envoyé une note d'avertissement au ministre de l'Énergie, John Peter Amewu (en), au ministre régional de la Volta, Archibald Yao Letsa (en), et au député de North Tongu, Samuel Okudzeto Ablakwa, en disant : « Nous vous donnons, John Peter Amewu, Archibald Letsa Yao, Okudzeto Ablakwa, un préavis. Les Dragons, avec les Gorilles, entreront sur le terrain après 21 jours pour réclamer l'état. Les Gorilles, avec les Dragons, fusionnent pour délivrer leur patrie, le Togoland occidental »[21]. Le groupe a également appelé les chefs et leaders des différentes communautés de la région de la Volta, à ne pas se laisser tromper par quiconque leur propose de l'argent, en cedis ou en naira, pour travailler contre leur mission[21].

#### Novembre
- 30 novembre : des soldats des forces armées ghanéennes ont été déployés dans la région de la Volta en vue de l'élection présidentielle de 2020, le 7 décembre[22].

#### Décembre
- 17 décembre : un faux avocat représentant les séparatistes du Togoland occidental a été arrêté[23].

- 22 décembre : 30 séparatistes présumés ont été arrêtés après la décharge de la cour de circuit d'Accra[24].

### 2021

#### Février
- 4 février : Des hommes armés non identifiés ont affronté une patrouille de police dans le district de Kwaebibirem, région de l'Est. Un policier a été tué et un autre blessé. La patrouille de police avait été dépêchée sur place pour répondre à une attaque de vol et à un blocage de route[25].

### 2022

#### Janvier
- 10 janvier : 6 séparatistes ont été arrêtés pour avoir projeté une attaque contre un bureau de la Banque du Ghana à Hohoe[26].

#### Avril
- 6 avril : Les autorités ghanéennes ont relevé les niveaux d'alerte en raison des craintes d'attaques de séparatistes[27]

## Réactions internationales
- L'UNPO a appelé au dialogue et à la non-violence dans le Togoland occidental[28].

- États-Unis - L'ambassade des États-Unis pour le Ghana a conseillé à ses citoyens d'éviter de se rendre dans la région de la Volta jusqu'à ce que la situation sécuritaire soit résolue[29].